# Угода про відкрите море
Уго́да на ба́зі Конве́нції ОО́Н з морсько́го права́ про збере́ження та ста́ле використа́ння морсько́го біологі́чного різномані́ття в районах за ме́жами ді́ї націона́льної юрисди́кції — юридично обов'язкова для держав-учасниць міжнародна угода про захист відкритого моря. Документ охоплює чотири теми: доступ до морських генетичних ресурсів та інформації про їхнє цифрове секвенування, включаючи справедливий і рівноправний розподіл вигід від їхнього використання; зонально прив'язаний інструмент господарювання, включаючи морські охоронювані території; зобов'язання щодо проведення оцінки впливу на довкілля; нарощування потенціалу та передача морської технології. До ухвалення угоди відкрите море вважалося здебільшого беззаконною територією.

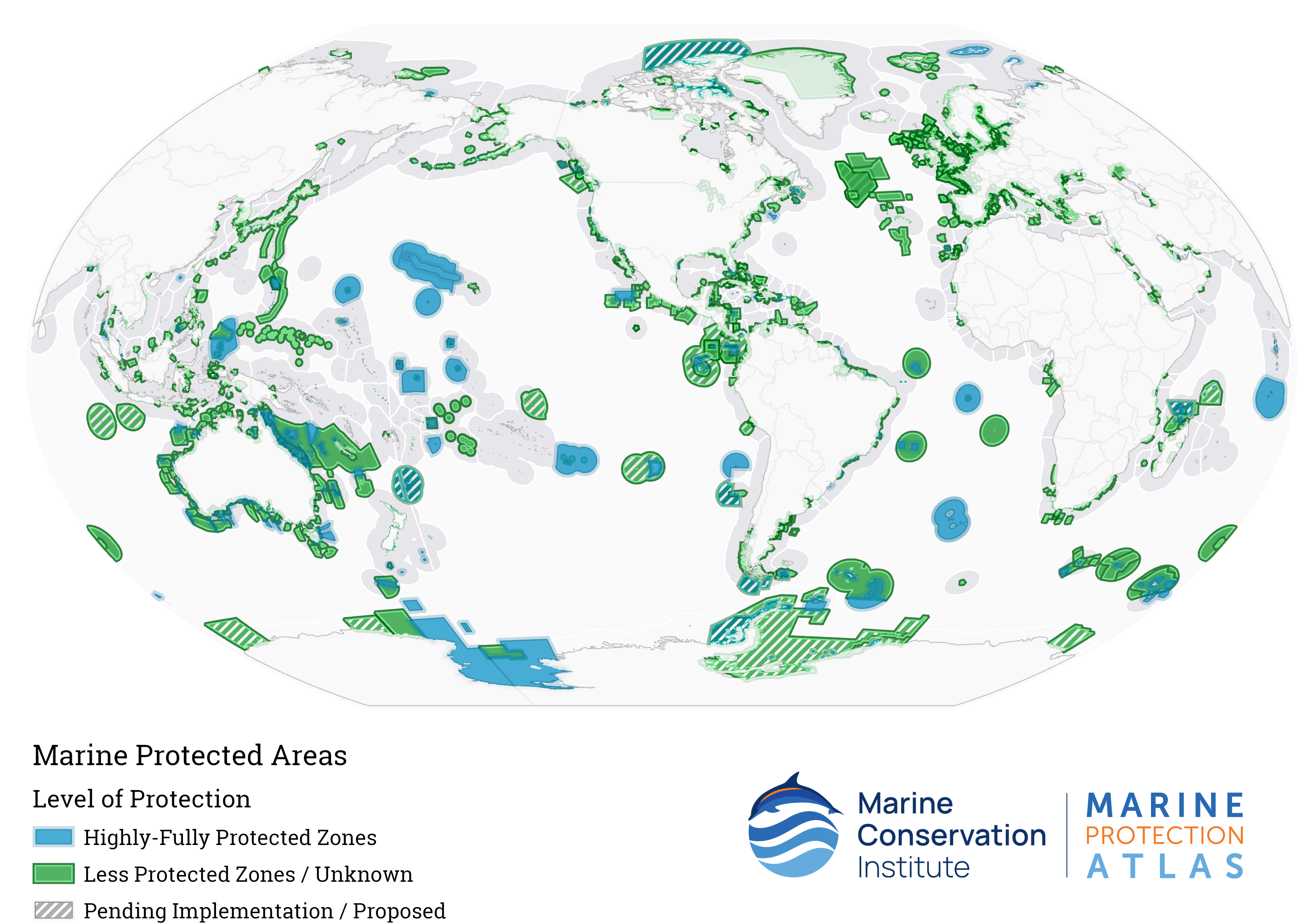
Морські охоронювані території: запропоновано охороняти